# Fight of Nations: Put do pobjede
Fight of Nations: Put do pobjede je hrvatska reality televizijska emisija koja prati hrvatske i srpske FNC borce. Prikazuje se na službenoj platformi FNC.tv te na streaming usluzi Voyo od 27. srpnja 2024.
Prijave za drugu sezonu su otvorene u ožujku 2025. Druga sezona s prikazivanjem započinje 19. srpnja 2025.

## Format

### Prva sezona (2024.)
Timovi predvođeni Filipom Nitro Pejićem i Vasom Psiho Bakočevićem pripremali su se za finalnu borbu koja je na rasporedu 7. rujna 2024. u pulskoj areni. Timovi zajedno borave u jednoj kući te prolaze kroz razne izazove i treninge. Također se suočavaju u borilačkim mečevima u kojima pobjednici sakupljaju bodove, a tim s najviše sakupljenih bodova osvaja novčanu nagradu od 10.000 eura.

### Tim Hrvatska
- Filip ''Nitro'' Pejić (trener)[5]
- Marko Ančić
- Fran Luka Đurić
- Erik Pletikos
- Petar Mujkanović

### Tim Srbija
- Vaso ''Psiho'' Bakočević (trener)[5]
- Boris Stanić
- Vojo Katanović
- Stevan Đurđević
- Uroš Mitić

## Epizode
| Sezona | Sezona | Epizode | Prvo prikazivanje | Prvo prikazivanje  |
| Sezona | Sezona | Epizode | Premijera         | Finale             |
| ------ | ------ | ------- | ----------------- | ------------------ |
|        | 1.     | 7       | 27. srpnja 2024.  | 31. kolovoza 2024. |
|        | 2.     | n.p.    | 19. srpnja 2025.  | n.p.               |

### Prva sezona (2024.)
| 1. | 1. | "1. epizoda" | 27. srpnja 2025.   |
| 2. | 2. | "2. epizoda" | 27. srpnja 2025.   |
| Treneri Filip i Vaso vode timove u prvi grupni izazov, u kojem pobjednici osvajaju bod. |    |              |                    |
| 3. | 3. | "3. epizoda" | 3. kolovoza 2025.  |
| U novom izazovu natjecateljima se pridružuje srpska reperica Mimi Mercedez. U borbi epizode suprotstavljaju se Fran Luka Đurić i Vojo Katanović. |    |              |                    |
| 4. | 4. | "4. epizoda" | 10. kolovoza 2025. |
| U novom izazovu natjecateljima se pridružuje Igor "The Duke" Pokrajac, koji sudjeluje u kulinarskom zadatku. Pobjedničkom timu pridružuje se i gastro influencer Debeli Sremac. U nastavku epizode održava se meč između Marka Ančića i Stevana Đurđevića, a ishod donosi nove bodove za jedan od timova.                                                                         |    |              |                    |
| 5. | 5. | "5. epizoda" | 17. kolovoza 2025. |
| U FON vili natjecatelje su posjetili Ivica Kostelić i braća Sinković, dijeleći svoja sportska iskustva. Zbog ozljede Erika Pletikosa, u sljedećem meču natječu se Petar Mujkanović i Boris Stanić, a pobjednik donosi bod svom timu. |    |              |                    |
| 6. | 6. | "6. epizoda" | 24. kolovoza 2025. |
| Uoči finala održavaju se polufinalni mečevi, a prvi par čine Fran Luka Đurić i Boris Stanić. Trenutno je prednost na strani Hrvatske, no zbog promjene sustava bodovanja u ovoj fazi natjecanja, ishod ostaje neizvjestan. U epizodi gostuju regionalni MMA borac Darko "The Hammer" Stošić i hrvatski kickboksač Antonio Plazibat. Do završnog ogleda preostao je još jedan meč. |    |              |                    |
| 7. | 7. | "7. epizoda" | 31. kolovoza 2025. |
| Tijekom epizode vilu je posjetio profesionalni MMA borac Ivan Erslan, poznat po višegodišnjoj karijeri i rezultatima u borilačkom sportu. Organizatori i treneri pripremili su niz aktivnosti za natjecatelje s ciljem relaksacije i obilježavanja završetka boravka u vili. |    |              |                    |

### Druga sezona (2025.)
| Br. u seriji | Br. u sezoni | Naslov       | Prikazivanje       |
| ------------ | ------------ | ------------ | ------------------ |
| 8.           | 1.           | "1. epizoda" | 19. srpnja 2025.   |
| 9.           | 2.           | "2. epizoda" | 26. srpnja 2025.   |
| 10.          | 3.           | "3. epizoda" | 2. kolovoza 2025.  |
| 11.          | 4.           | "4. epizoda" | 9. kolovoza 2025.  |
| 12.          | 5.           | "5. epizoda" | 16. kolovoza 2025. |

## Vanjske poveznice
- Službena stranica FNC: Fight Nation Championshipa
- Službena stranica na RTL stranicama
- Službena stranica na Instagramu